# Giovanni Battista Meneghini
Giovanni Battista Meneghini (Ronco all'Adige, 23 ottobre 1895 – Desenzano del Garda, 21 gennaio 1981) è stato un imprenditore italiano noto per essere stato il marito del soprano Maria Callas.

## Biografia
Ricco imprenditore, conduceva la vita dello scapolo, abitando in albergo a Verona e frequentando un ambiente brillante. Incontrò Maria Callas nel 1947, quando questa era ancora agli inizi della sua carriera, a Verona dove la donna si trovava per cantare nella Gioconda di Amilcare Ponchielli all'Arena di Verona. Meneghini ne rimase molto colpito e le propose il cosiddetto "patto dei sei mesi": per quel tempo l'avrebbe mantenuta e aiutata nella carriera.
I due si innamorarono, e Maria, quando divenne una cantante famosa, insisté per sposarsi con lui. Il matrimonio fu celebrato nel 1949.
A questo punto, con Maria considerata ormai una delle più grandi cantanti del mondo, Meneghini nell'autunno del 1950 vendette ai suoi parenti le azioni della società Angelo Meneghini e Figli. Il matrimonio andò avanti per circa dieci anni, fino a quando la Callas si innamorò dell'armatore greco Aristotele Onassis nel 1959. Dopo la separazione, da lui vissuta con grande sconforto, non tornò agli affari di famiglia rimanendo a Sirmione nella Villa Giannantoni (oggi Villa Callas) fino al 1970, trasferendosi poi nella vicina frazione di Colombare.
Rivide la Callas solo in poche occasioni, legate alla divisione dei beni e al divorzio. Il destino volle che, ottantaduenne, diventasse l'erede della moglie, morta a 53 anni.